# Alfons Maria Stickler
Alfons Maria Stickler (Neunkirchen, 23 agosto 1910 – Roma, 12 dicembre 2007) è stato un cardinale e arcivescovo cattolico austriaco.

## Biografia
Emise la prima professione religiosa per la congregazione salesiana il 15 agosto 1928 dopo aver compiuto il noviziato in Germania. Dopo aver completato la pratica pedagogica e gli studi teologici fu ordinato sacerdote il 27 marzo 1937 nella Basilica di San Giovanni in Laterano.
Dopo la laurea conseguita nel 1940 presso la Pontificia Università Lateranense, fu nominato docente di in diritto canonico e civile al Pontificio Ateneo Salesiano. Dello stesso ateneo fu rettore dal 1958 al 1966.
Fu preside del Pontificium Institutum Altioris Latinitatis dal 1965 al 1968.
Il 25 marzo 1971 fu nominato da papa Paolo VI prefetto della Biblioteca Apostolica Vaticana.
L'8 settembre 1983 fu nominato pro-bibliotecario di Santa Romana Chiesa ed arcivescovo titolare di Bolsena da papa Giovanni Paolo II, che lo consacrò vescovo il successivo 1º novembre; al contempo entrò a far parte della Pontificia Commissione per l'Interpretazione autentica del Codice di Diritto Canonico.
Il 7 luglio 1984 fu nominato anche pro-archivista.
Fu creato e pubblicato cardinale della diaconia di San Giorgio in Velabro nel concistoro del 25 maggio 1985.
Il successivo 27 maggio fu nominato archivista e bibliotecario di Santa Romana Chiesa; ricoprì l'incarico fino al 1º luglio 1988.
Il 29 gennaio 1996 fu elevato al rango di cardinale presbitero, diaconia già affidatagli elevata pro hac vice.
È uno dei cardinali che ha celebrato la Messa tridentina dopo la riforma liturgica.
Morì alle 7:30 del 12 dicembre 2007 nel suo appartamento nel Palazzo del Sant'Uffizio a Roma, all'età di 97 anni.
Le esequie si sono tenute il 14 dicembre alle ore 17 all'altare della Cattedra della basilica di San Pietro in Vaticano e sono state presiedute da papa Benedetto XVI. È sepolto nelle catacombe di San Callisto.

## Genealogia episcopale
La genealogia episcopale è:
- Cardinale Scipione Rebiba
- Cardinale Giulio Antonio Santori
- Cardinale Girolamo Bernerio, O.P.
- Arcivescovo Galeazzo Sanvitale
- Cardinale Ludovico Ludovisi
- Cardinale Luigi Caetani
- Cardinale Ulderico Carpegna
- Cardinale Paluzzo Paluzzi Altieri degli Albertoni
- Papa Benedetto XIII
- Papa Benedetto XIV
- Papa Clemente XIII
- Cardinale Enrico Benedetto Stuart
- Papa Leone XII
- Cardinale Chiarissimo Falconieri Mellini
- Cardinale Camillo Di Pietro
- Cardinale Mieczysław Halka Ledóchowski
- Cardinale Jan Maurycy Paweł Puzyna de Kosielsko
- Arcivescovo Józef Bilczewski
- Arcivescovo Bolesław Twardowski
- Arcivescovo Eugeniusz Baziak
- Papa Giovanni Paolo II
- Cardinale Alfons Maria Stickler, S.D.B.